# Infrared Telescope in Space

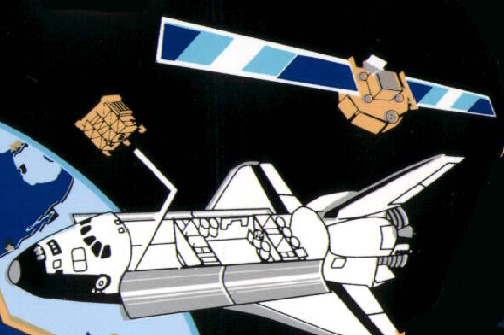
SFU Satellit (mit Solarzellen-Auslegern) über Space Shuttle (Ausschnitt aus dem Missions-Logo)

Das Infrared Telescope in Space (IRTS) war das erste japanische Weltraumteleskop für den Infrarotbereich.
IRTS war ein Projekt des japanischen Raumforschungsinstituts ISAS. Das heliumgekühlte Teleskop von 15 cm Durchmesser befand sich an Bord des Mehrzwecksatelliten SFU (Space Flyer Unit), der am 18. März 1995 mit einer H-II-Rakete gestartet wurde. Während seiner 28-tägigen Mission durchmusterte IRTS etwa 7 % des Himmels mit niedriger Auflösung. Instrumente waren zwei Spektrometer für das nahe und mittlere Infrarot, ein Ferninfrarotphotometer, und ein Instrument zur Himmelskartierung in den Emissionslinien von [CII] bei 157 µm und [OI] bei 63 µm. Nach dem Ende der Mission wurde der Satellit von der Space Shuttle Mission STS-72 eingefangen und zur Erde zurückgebracht.
IRTS beobachtete hauptsächlich die interstellare Materie unserer Milchstraße.